# Dávid Vecsernyés
Dávid Vecsernyés (Budapest, 22 de marzo de 1991) es un deportista húngaro que compite en gimnasia artística.
Ganó dos medallas de bronce en el Campeonato Europeo de Gimnasia Artística, en los años 2018 y 2020. En los Juegos Europeos de Minsk 2019 obtuvo una medalla de bronce en la barra fija.

## Palmarés internacional
| Juegos Europeos    | Juegos Europeos       | Juegos Europeos   | Juegos Europeos      |
| Año                | Lugar                 | Medalla           | Categoría            |
| ------------------ | --------------------- | ----------------- | -------------------- |
| 2019               | Minsk (Bielorrusia)   | Medalla de bronce | Barra fija           |
| Campeonato Europeo |                       |                   |                      |
| Año                | Lugar                 | Medalla           | Prueba               |
| 2018               | Glasgow (Reino Unido) | Medalla de bronce | Barra fija           |
| 2020               | Mersin (Turquía)      | Medalla de bronce | Concurso por equipos |